# 리바운드 (드라마)
《리바운드》(リバウンド)는 2011년 4월 27일부터 6월 29일까지 닛폰 TV 방송망의 수요드라마 시간대에 방송된 텔레비전 드라마이다. 아이부 사키가 주연을 맡았으며 첫화는 22:00부터 23:09까지 15분 확대방송되었다. 전전작 《황금의 돼지》에 이은 오리지널 각본 작품이다.

## 줄거리
몸무게가 78kg이었던 여성이 다이어트와 요요현상(리바운드)의 반복 속에서 여러 시련을 극복해가며 진정한 자신을 찾는 모습을 그리고있다. 다이어트를 다룬 코미디가 아닌 '여성의 삶'을 그린 인간 드라마이다.
아이부 사키는 이 작품이 민영 방송국 연속 드라마 첫 주연작이며, 아이부 사키와 하야미 모코미치는 《레가타》 (2006년, TV 아사히), 《절대그이》 (2008년, 후지 TV)에 이은 세 번째 연속 드라마 공동 출연이다.